# Capitoli di Eyeshield 21

Copertina del primo volume dell'edizione italiana.

Questa è la lista dei capitoli del manga Eyeshield 21, scritto da Riichirō Inagaki e disegnato da Yūsuke Murata. La serie è stata pubblicata da Shūeisha su Shōnen Jump dal 2002 al 2009. I 333 capitoli sono stati raccolti in 37 tankōbon, messi in commercio tra il 20 dicembre 2002 e il 2 ottobre 2009. I capitoli del manga sono chiamati "down" in quanto esso ha come principale argomento il football americano.
In Italia la serie è stata pubblicata da Panini Comics dal 17 luglio 2008 al 21 luglio 2011.

## Volumi 1-10
| Nº | Titolo italiano Giapponese 「Kanji」 - Rōmaji | Data di prima pubblicazione             | Data di prima pubblicazione |
| Nº | Titolo italiano Giapponese 「Kanji」 - Rōmaji | Giapponese                              | Italiano                    |
| 1  | Il ragazzo dalle gambe d'oro 「光速の脚を持つ男」 | 20 dicembre 2002 ISBN 978-4-08-873370-8 | 17 luglio 2008              |
| 1  | Capitoli - 1. Il ragazzo dalle gambe d'oro (黄金の脚を持つ男?, Ōgon no ashi o motsu otoko) - 2. Il muro dei cinque secondi (5秒の壁?, 5 byō no kabe) - 3. Ci servono undici uomini! (11人いる!?, 11 nin iru) - 4. Ammazziamoli (ぶっころす!!?, Bukkorosu!!) - 5. Eroe al momento del bisogno! (ピンチにはヒーロー!!?, Pinchi ni wa hīrō!!) - 6. Domina il campo (フィールドをねじ伏せろ?, Fīrudo o nejifusero) - 7. 11 scarecrows (11 spaventapasseri) (11 scarecrows(11人のかかし)?, 11 scarecrows (11 nin no kakashi)) |                                         |                             |
| 1  | Trama Sena Kobayakawa è appena riuscito ad entrare al liceo e il primo giorno è vittima di bullismo da parte di tre studenti conosciuti collettivamente come "Hah Brothers". Per picchiare Sena senza testimoni, entrano nel club di football americano, ma presto appare un membro del club, Ryokan Kurita. Le dimensioni e la forza di Kurita fanno scappare i fratelli Hah. Kurita quindi invita Sena a unirsi ai Deimon Devil Bats e accetta di essere il manager. Successivamente Sena viene nuovamente inseguito dai bulli e, a sua insaputa, viene visto da Yoichi Hiruma, il capitano del club. Impressionato, Hiruma lo fa entrare nel club come un running back chiamato "Eyeshield 21" con un casco protettivo per gli occhi. Dopo aver ottenuto membri di altri club sportivi per il torneo primaverile dell'area di Tokyo, si affrontano contro i Kogaihama Cupids. Dopo che Sena commette l'errore di far indossare scarpe da calcio a un giocatore di Deimon, Tetsuo Ishimaru, Sena è costretto a sostituirlo e ottiene una vittoria di 6–3. Proprio mentre il gioco è finito, Mamori Anezaki, l'amica d'infanzia di Sena, viene a trovarlo e affronta Hiruma per farla uscire dal club.                  |                                         |                             |
| 2  | Il falso eroe 「インチキ·ヒーロー」 | 4 marzo 2003 ISBN 978-4-08-873398-2     | 21 agosto 2008              |
| 2  | Capitoli - 8. Una mano da afferrare (その手に掴むもの?, Sono te ni tsukamu mono) - 9. Il mondo del potere (パワーの世界?, Pawā no sekai) - 10. Il falso eroe (インチキ·ヒーロー?, Inchiki hīrō) - 11. Una guardia del corpo per mezzo secondo (0.5秒のボディガード?, 0.5 byō no bodigādo) - 12. Un pugno fortunato (ラッキーパンチ?, Rakkī Panchi) - 13. Il principe del regno (王国のプリンス?, Ōkoku no purinsu) - 14. Devil Magician (il mago diabolico) (DEVIL MAGICIAN(悪魔の魔法使い)?, DEVIL MAGICIAN (Akuma no mahōtsukai)) - 15. Il cavaliere del regno (王国の騎士?, Ōkoku no kishi) - 16. Due foglietti di carta (紙クズ2枚?, Kami kuzu 2 mai) |                                         |                             |
| 2  | Trama Dopo che Sena si rifiuta di smettere, Hiruma inganna Mamori per farla entrare nel club come segretaria per proteggere Sena. Una sorpresa scioccante è che devono affrontare gli Ojo White Knights nella loro prossima partita. Tutti i giocatori temporanei vogliono maggiori informazioni su Eyeshield 21 da Hiruma, che racconta una bugia di essere di Notre Dame, un noto college negli Stati Uniti. Durante il grande giorno, Sena quasi lascia la squadra dopo aver sentito che due giocatori sono stati feriti da Seijuro Shin di Ojo e che lui è l'obiettivo principale. Ma dopo che tutti i giocatori hanno espresso la loro speranza di batterli, si unisce a lui. Ojo viene colto alla sprovvista quando Sena fa un touchdown all'inizio della partita. Sperano nel secondo touchdown ma quando Shin entra, tutto cambia. Negli ultimi minuti del secondo tempo Hiruma si toglie la divisa e dice a tutti che non possono vincere. Ma alla fine, Sena decide di giocare indipendentemente dalle parole di Hiruma. |                                         |                             |
| 3  | Il loro nome è Deimon Devil Bats 「その名は泥門デビルバッツ」 | 4 giugno 2003 ISBN 978-4-08-873439-2    | 18 settembre 2008           |
| 3  | Capitoli - 017. Battaglia per la vittoria (勝つための闘い?, Katsu tame no tatakai) - 018. Il mondo della velocità della luce (光速の世界?, Kōsoku no sekai) - 019. Sconfitta e nuovo inizio (挫折と始まり?, Zasetsu to hajimari) - 020. L'epilogo del prologo (Epilogue of Prologue(序章最終話)?, Epilogue of Prologue (Joshō saishū banashi)) - 021. Il loro nome è Deimon Devil Bats (その名は泥門デビルバッツ?, Sono na wa Deimon Debirubattsu) - 022. L'aspetto di un eroe (ヒーローの形?, Hīrō no katachi) - 023. Un sogno infranto, e poi un altro sogno (夢やぶれて夢?, Yume yabure te yume) - 024. Il numero 80, un maestro della ricezione (背番号80 キャッチの達人?, Sebangō 80 kyacchi no tatsujin) - 025. Dichiarazione di guerra (宣戦布告?, Sensen fukoku) |                                         |                             |
| 3  | Trama Sena riesce a fare un secondo touchdown ma alla fine la sua squadra perde 68–12. Il giorno successivo, scopre che devono allenarsi ancora di più per il Tokyo Autumn Tournament. Quindi Sena trova un grande cacciatore di nome Taro "Monta" Raimon. Monta rifiuta di unirsi alla squadra ma, durante gli allenamenti, mentre Hiruma è alla ricerca di un ricevitore, Monta riesce a prendere la sua palla veloce con una mano. Dopodiché, Hiruma convince Monta ad unirsi al club, cosa che fa dopo che Hiruma dice che hanno bisogno di qualcuno che protegga Mamori dall'egoistico e dannoso Eyeshield 21. Il giorno successivo, la notizia è che gli Ojo White Knights hanno quasi perso contro i Sankaku Punks di un punto. Hiruma è molto turbato perché la loro propaganda di aver segnato due touchdown contro Ojo non funzionerebbe più. Così decide di fare una partita di esibizione con gli Zokugaku Chameleons al campo della Deimon High School. Travestendosi da Eyeshield 21, incontra il loro capitano, Habashira Rui, e scommette 5 milioni di yen. |                                         |                             |
| 4  | Un uomo temibile 「ビビらした男」 | 4 agosto 2003 ISBN 978-1-4215-0074-4    | 16 ottobre 2008             |
| 4  | Capitoli - 026. Il caso dell'omicidio di Mr.Rice (ライス君殺人事件?, Raisu kun satsujin jiken) - 027. Le ragioni della battaglia (闘いの理由?, Tatakai no riyū) - 028. L'eroe scimmia (ヒーローモンキー?, Hīrō Monkī) - 029. Bad vs bad (cattivi contro cattivi) (BAD vs BAD(悪対悪)?, BAD vs BAD (Aku tai aku)) - 030. Un uomo temibile (ビビらした男?, Bibira shi ta otoko) - 031. Party coi bignè (シュークリームパーティー?, Shūkurīmu pātī) - 032. Hell tower (la torre infernale) (HELL TOWER(地獄の塔)?, HELL TOWER (Jigoku no tō)) - 033. Heaven tower (la torre celeste) (HEAVEN TOWER(天国の塔)?, HEAVEN TOWER (Tengoku no tō)) - 034. Family, family (ファミリー·ファミリー?, Famirī, famirī) |                                         |                             |
| 4  | Trama Prima della partita, gli Hah Brothers cercano all'interno del loro club i negativi delle foto che Hiruma ha scattato per ricattarli. Quando Kurita va a prendere più set di equipaggiamento e li trova, accettano di giocare per Deimon per non sembrare sospettoso. I Devil Bats dominano facilmente perché Habashira sta cercando di concentrarsi sulle piste di Eyeshield, ma non si aspettavano che Monta o anche Ishimaru giocassero. Alla fine, i Devil Bats vincono per 46–28. Poiché non possono pagare i soldi che hanno scommesso, i camaleonti di Zokugaku divennero schiavi di Hiruma. Il giorno successivo, i Devil Bats conducono interviste per i nuovi membri e Hiruma fa loro un test: una maratona fino alla cima della Tokyo Tower con sacchi di ghiaccio e molti ostacoli. Alla fine, Sena, Monta, Manabu Yukimitsu, Daikichi Komusubi e Hah Brothers superano l'esame. Dopo molti giorni di pratica, vanno a vedere le finali tra gli Ojo White Knights e i Seibu Wild Gunmen. Con loro shock, Seibu è in testa. |                                         |                             |
| 5  | Powerful 「POWERFUL」 | 3 ottobre 2003 ISBN 978-1-4215-0113-0   | 20 novembre 2008            |
| 5  | Capitoli - 035. Knights vs Gunmen (騎士VSガンマン?, Kishi VS ganman) - 036. Gli eroi hanno basi solide (ヒーローは基礎固め?, Hīrō wa kiso katame) - 037. La stoffa dell'eroe (ヒーローの資格?, Hīrō no shikaku) - 038. Un autentico eroe (ホンモノ·ヒーロー?, Honmono hīrō) - 039. spy 0021 (SPY0021?) - 040. Forza, lineman! (闘えラインマン?, Tatakae rainman) - 041. Powerful (POWERFUL?) - 042. La gente deride sempre gli sfidanti (小市民は挑戦者を笑う?, Shō shimin wa chōsen sha o warau) - 043. Potenza vs tecnica vs potenza vs tecnica (パワーVSテクニックVSパワーVSテクニック?, Pawā VS tekunikku VS pawā VS tekunikku) |                                         |                             |
| 5  | Trama Ojo vince il torneo di primavera di Kanto quando Jo Tetsuma, l'asso ricevente di Seibu, va in bagno dopo aver bevuto troppa acqua. Più tardi, arriva la notizia che una squadra americana sta sfidando una squadra giapponese a combatterli. Hiruma invia una e-mail alla rivista che lo ha annunciato ma vengono respinti dall'editore. Quindi Hiruma usa la sua tecnica di hacking per inviare una falsa e-mail agli americani tramite il computer dell'editore. Ma la Sfinge di Taiyo, che avrebbe dovuto combattere con la squadra americana, non è soddisfatta. Così Hiruma li sfida a una partita sul titolo di rappresentante giapponese. Gli Hah Brothers lasciano la squadra perché non riescono a trovare gli aspetti negativi, ma dopo essere stati duramente battuti dal Banba Marmoru di Taiyo, tornano nella squadra per diventare più forti. La partita inizia male perché la squadra non riesce ad abbattere la linea piramidale di Taiyo. Ma grazie alla nuova tecnica che gli Hah Brothers imparano con i giocatori di Zokugaku, uno di loro, Kazuki Jumonji, blocca il guardalinee di Taiyo Niinobu Kasamatsu.                                                                                  |                                         |                             |
| 6  | Vola, Devil Bat! 「跳べデビルバット」 | 19 dicembre 2003 ISBN 978-1-4215-0274-8 | 18 dicembre 2008            |
| 6  | Capitoli - 044. Ribellione in grande stile (大暴動?, Dai bōdō) - 045. Dei tipi tenaci (しつこい野郎共?, Shitsukoi yarō tomo) - 046. Un misero stile d'attacco (哀しき攻撃型?, Kanashiki kōgeki gata) - 047. Il Dio della ricezione (キャッチの神様?, Kyacchi no kamisama) - 048. Vola, Devil Bat! (跳べデビルバット?, Tobe Debirubatto) - 049. I Re sfidano gli Dei (王は神へと挑む?, Ō wa kami e to idomu) - 050. I guerrieri di Budda (仏門の戦士達?, Butsumon no senshi tachi) - 051. La mano invisibile di Dio (神の見えざる手?, Shin no mie zaru te) - 052. L'abilità parla da sola (実力だけがモノをいう?, Jitsuryoku dake ga mono o iu) |                                         |                             |
| 6  | Trama Mentre Jumonji affronta il quarterback di Taiyo, Kiminari Harao, Eyeshield 21 recupera il fumble per cambiare il possesso della palla e le sorti della partita. A metà tempo, Deimon raggiunge Taiyo in vantaggio di un solo punto (13-12). Tuttavia, Taiyo introduce un nuovo cornerback chiamato Ken Kamaguruma, la cui tecnica di bump elimina i tempi di passaggio di Hiruma e la capacità di cattura di Monta. Quando manca solo un minuto al cronometro, Hiruma lancia un passaggio lungo e, nonostante sia costantemente attaccato da Kamagura, Monta prende la palla e fa un touchdown, mettendo Deimon due punti dietro con i secondi rimasti (20-18). La partita finisce in parità dopo che Eyeshield salta la linea difensiva di Taiyo con il Devil Bat Dive per segnare una conversione di due punti. L'idea di uno straordinario viene messa da parte poiché Taiyo dà a Deimon il diritto di rappresentare il Giappone nella partita contro gli americani. Dopo la partita, tutti vanno a vedere l'ultima partita del Torneo di Primavera in cui gli Ojo White Knights perdono miseramente contro il campione di ogni altra edizione del torneo, lo Shinryugi Naga (40–3).                            |                                         |                             |
| 7  | Quello è Musashi 「その男ムサシ」 | 4 marzo 2004 ISBN 978-1-4215-0405-6     | 22 gennaio 2009             |
| 7  | Capitoli - 053. Obiettivo: diventare una star di Hollywood! (目指せハリウッドスター!?, Mezase Hariuddo sutā!) - 054. La trinità (三位一体?, San i ittai) - 055. La leggenda delle 60 yard (60ヤードの伝説?, 60 Yādo no densetsu) - 056. Quello è Musashi (その男ムサシ?, Sono otoko Musashi) - 057. Fuochi d'artificio del passato (全ての遠い日の花火だと?, Subete no tōi hi no hanabi da to) - 058. Pantera nera (黒い豹?, Kuroi hyō) - 059. Space shuttle (スペースシャトル?, Supēsushatoru) - 060. I legami della battaglia (戦いの絆?, Tatakai no kizuna) - 061. La decisiva partita Giappone - USA (日米決戦?, Nichi bei kessen) |                                         |                             |
| 7  | Trama Sena e Monta incontrano Musashi, un amico di Hiruma e Kurita che ha lasciato il calcio ma una volta è stato soprannominato "il leggendario kicker da 60 yard". Monta gli chiede che una volta che sono diventati davvero più forti come squadra, torni a riprendere il suo ruolo. Allo stesso tempo, l'allenatore degli Aliens della Nasa, Leonard Apollo, annulla la partita contro i Devil Bats, ritenendoli non degni dello sforzo. Tuttavia, quando Apollo viene umiliato in tutto il mondo da un video di Hiruma, Apollo imposta il gioco, affermando che se la sua squadra non vince per più di 10 punti, non tornerà in America. Hiruma neutralizza questa scommessa dicendo che i Devil Bats lascerebbero il Giappone se non avessero vinto per 10 punti. Nel frattempo in America, il protagonista della Nasa Aliens, Patrick "Panther" Spencer, si riduce a essere un raccattapalle a causa del razzismo di Apollo. Successivamente le due squadre si incontrano a casa di Kurita e fanno una festa prima della partita. |                                         |                             |
| 8  | I veri guerrieri cercano avversari forti 「戦士何故強者を望む」 | 30 aprile 2004 ISBN 978-1-4215-0637-1   | 19 febbraio 2009            |
| 8  | Capitoli - 062. Muscoli americani (マッスル THE アメリカ?, Massuru THE Amerika) - 063. Shooting star 21 (シューティングスター21?, Shūtingu Sutā 21) - 064. I veri guerrieri cercano avversari forti (戦士何故強者を望む?, Senshi maze tsuwamono o nozomu) - 065. Hiruma vs Apollo (ヒル魔VSアポロ?, Hiruma VS Aporo) - 066. Strategia "pulizie di primavera" (大掃除作戦?, Dai sōji sakusen) - 067. Se c'è qualcosa che volete... (もし ほしいものがあるのなら?, Moshi hoshī mono ga aru no nara) - 068. L'inferriata si è aperta (鉄格子は開かれた?, Tetsugōshi wa hirakareta) - 069. Natural born sprinter (uno sprinter nato) (natural born sprinter(生まれついての走者)?, natural born sprinter (Umaretsui te no sōsha)) - 070. La realtà dell'ambiente selvatico (野生の現実?, Yasei no genjitsu) |                                         |                             |
| 8  | Trama Poiché la tattica principale di Aliens è un passaggio lungo noto come "Shuttle Pass", i Devil Bats cercano di blitzare il loro quarterback, Homer Fitzgerald. Quando Komusubi non può fermare Homer a causa della sua forza, gli americani fanno due touchdown di seguito. Sena quindi si offre volontario e supera Homer con la sua velocità e segna un touchdown. Sebbene i loro blitz stiano lavorando per fermare le offensive degli alieni, i Devil Bats non possono superare la loro forte linea difensiva. Quindi Hiruma ordina loro di fare una spazzata e Sena segna un touchdown, mentre Panther implora di entrare. Quando i Devil Bats aprono dal 26 al 21, tutti i giocatori fanno una dogeza ad Apollo e Panther può giocare. Entra e Sena non è in grado di impedirgli di segnare un touchdown, e blocca anche le corse di Sena. Quando manca un minuto, gli alieni vincono per 33–26. Quando sembra che Panther segnerà il touchdown decisivo, Sena è finalmente in grado di fermare Panther e segna un touchdown. |                                         |                             |
| 9  | Gli uomini che amano l'inferno 「地獄に惚れた男達」 | 4 agosto 2004 ISBN 978-1-4215-0638-8    | 19 marzo 2009               |
| 9  | Capitoli - 071. Incredibile! Gli USA?! (USO! USA??) - 072. Paradiso o inferno? Il ritiro sportivo versione USA! (天国or地獄?アメリカ合宿編!!?, Tengoku or jigoku? Amerika gasshuku hen!!) - 073. Gli All-Star Devil Gunmen (オールスターデビルマシンガンズ?, Ōru Sutā Debiru mashinganzu) - 074. Il pentagono più forte (最強の五角形?, Saikyō no gokakkei) - 075. L'allenatore Doburoku (トレーナーどぶるく?, Torēnā Doburuku) - 076. I confini dell'inferno (地獄への境界線?, Jigoku e no kyōkai sen) - 077. Gli uomini che amano l'inferno (地獄に惚れた男達?, Jigoku ni hore ta otoko tachi) - 078. La lontana Las Vegas (遥かなるラスベガス?, Haruka naru Rasu Begasu) - 079. Procedi, armata dei Devil Bats! (進めデビルバッツ軍!?, Susume Debirubattsu gun!) |                                         |                             |
| 9  | Trama Dopo che i Devil Bats hanno perso di un punto, Hiruma fa a pezzi i passaporti degli americani e usa i loro biglietti di ritorno per volare in America. Lì, i Devil Bats incontrano i Seibu Wild Gunmen e partecipano a una gara di beach football. Quando vincono, l'allenatore della seconda squadra si rivela essere Doburoku Sakaki, l'uomo che ha insegnato a Hiruma, Kurita e Musashi come giocare a football. Doburoku porta Deimon e Seibu in un ranch dove vengono addestrati per il giorno successivo da Doburoku. Prima che i Devil Bats partano per il Giappone, hanno la possibilità di essere coinvolti in una Marcia della Morte, una procedura di addestramento radicale in cui per quaranta giorni percorrono a piedi 2000 km dal Texas a Las Vegas, a cui tutti accettano. I guardalinee sono costretti a spingere il pick-up lì, Sena è costretta a prendere a calci un sasso mentre corre fino a lì, e Monta e Yukimitsu corrono lì mentre fanno i passaggi di calcio e vengono colpiti da Hiruma se sono in ritardo. Nel frattempo in Giappone si decide il loro primo avversario nel Torneo d'Autunno; è l'Amino Cyborgs, una scuola specializzata nel potenziamento della medicina sportiva. |                                         |                             |
| 10 | Ci sono dei perdenti? 「負け犬はいるか」 | 4 ottobre 2004 ISBN 978-1-4215-0639-5   | 23 aprile 2009              |
| 10 | Capitoli - 080. Il punto più alto del Giappone (日本で一番高い場所?, Nippon de ichiban takai dasho) - 081. Shin VS Panther (進VSパンサー?, Shin VS Pansā) - 082. Tremila ri alla ricerca di un amico (仲間を探して三千里?, Nakama o sagashi te san senri) - 083. Proteggere ed essere protetti (守る者 守らざる者?, Mamoru mono mamora zaru mono) - 084. Movimento fantasma (ゴーストの胎動?, Gōsuto no taidō) - 085. Diamanti allo stato grezzo (ダイヤの原石たち?, Daiya no genseki tachi) - 086. Ci sono dei perdenti? (負け犬はいるか?, Makeinu wa iru ka) - 087. Las Vegas, la città delle luci (光の街ラスベガス?, Kō no machi Rasu Begasu) - 088. Il blackjack è il 21 (BLACK JACKは21?, BLACK JACK wa 21) |                                         |                             |
| 10 | Trama Mentre i Devil Bats si allenano negli Stati Uniti, Shin sta facendo un addestramento speciale nell'aria sottile del Monte Fuji per migliorare le sue funzioni cardiopolmonari. Pantera appare e sfida Shin; quando cerca di passare attraverso Shin, viene fermato con un solo braccio. Nel frattempo, Sena calcia la roccia fuori strada e si separa dal resto. Finisce allo stadio San Antonio Armadillos, dove incontra Suzuna e Natsuhiko Taki. La ragazza sta seguendo suo fratello che vuole diventare un calciatore professionista. Taki e Sena partecipano quindi a una partita di iscrizione per unirsi agli Armadillos, durante la quale Sena esegue la tecnica di corsa per tagliare l'avversario senza perdere velocità: il "Devil Bat Ghost". Sebbene Taki non sia approvato, lui e Suzuna si uniscono ai Devil Bats nella Marcia della Morte. Quando arrivano a Las Vegas, i Devil Bats vincono 20 milioni di yen in un casinò. Possono quindi pagare i debiti di Doburoku che lo tenevano negli Stati Uniti e lui può unirsi a loro come loro manager nel loro ritorno in Giappone. |                                         |                             |

## Volumi 11-20
| Nº | Titolo italiano Giapponese 「Kanji」 - Rōmaji | Data di prima pubblicazione             | Data di prima pubblicazione |
| Nº | Titolo italiano Giapponese 「Kanji」 - Rōmaji | Giapponese                              | Italiano                    |
| 11 | Partita d'apertura 「大戦開幕」 | 3 dicembre 2004 ISBN 978-4-08-873683-9  | 21 maggio 2009              |
| 11 | Capitoli - 089. La partita decisiva è domenica! (決戦は日曜日?, Kessen wa nichiyōbi) - 090. Il giocatore che era troppo lento (遅すぎたアスリート?, Oso sugita asurīto) - 091. Il sogno di diventare una star (一流の夢?, Ichiryū no yume) - 092. Il passaggio più alto del Giappone (日本一のパス?, Nipponichi no pasu) - 093. Legame obbligato (誓いの絆?, Chikai no kizuna) - 094. Partita d'apertura (大戦開幕?, Taisen kaimaku) - 095. Il giorno della grande sfortuna del Deimon (泥門、大凶の日?, Deimon, daikyō no hi) - 096. Hip explosion (ケツの爆発?, Ketsu no bakuhatsu) - 097. Il dodicesimo giocatore (千両役者?, Senryōyakusha) |                                         |                             |
| 11 | Trama Al ritorno, Suzuna diventa il capitano della squadra di cheerleader e viene annunciato il roster della squadra per il torneo autunnale. Taki viene selezionato e Yukimitsu non viene scelto come giocatore della prima squadra perché è troppo lento, ma Sena e Monta promettono che non perderanno fino a quando non avranno una squadra completa. Nel frattempo, il ricevitore di Ojo, Haruto Sakuraba, è frustrato perché non è bravo come Shin. Tuttavia, quando si rende conto di essere importante come partner del quarterback Ichiro Takami, si dimette dalla carriera di modello per concentrarsi sul footballa. Il giorno della partita contro Amino, Taki e Sena prendono l'autobus sbagliato e la partita inizia senza di loro. I risultati della Marcia della Morte sono visibili quando gli Hah Brothers, Komusubi e Kurita sconfiggono i guardalinee di Amino e Monta è in grado di superare il loro ricevitore. Però nessuno è in grado di passare attraverso il loro capitano, Atsushi Munakata, e la partita è 8–8 quando Sena arriva con l'aiuto dell'Habashira di Zokugaku. |                                         |                             |
| 12 | Devilbat Ghost 「デビルバットゴースト」 | 4 marzo 2005 ISBN 978-4-08-873778-2     | 18 giugno 2009              |
| 12 | Capitoli - 098. Devil Bat Ghost (デビルバットゴースト?, Debirubatto Gōsuto) - 099. La vittoria è un preludio alla tempesta (勝利は嵐の序曲?, Shōri wa arashi no jokyoku) - 100. Halftime yonkoma show (ハーフタイム4コマショー?, Hāfutaimu yonkoma shō) - 101. 99% cretino! (バカ99%!?, Baka 99%!) - 102. BATTLE ROYALE - 103. La ricostruzione del regno (王国の復興?, Ōkoku no fukkō) - 104. MAX DEVILPOWER - 105. Il potere dell'1% (1%の力?, 1% no chikara) - 106. Combattimento di un elefante e di una formica (巨象とアリの戦い?, Kyozō to ari no tatakai) |                                         |                             |
| 12 | Trama Nel loro primo attacco con Sena, i Devil Bats eseguono una spazzata, e Sena supera Munakata con il Devil Bat Ghost per segnare un touchdown. Mentre la corsa di Taki viene interrotta e lui prende la linea della metropolitana sbagliata, Deimon vince facilmente per 38–8. Dopo che i Devil Bats hanno aiutato Taki a superare l'esame di ammissione di metà anno, vanno a vedere la partita tra Ojo e i Sankaku Punks. Con la coppia Sakuraba-Takami che segna attraverso passaggi alti e Shin che ferma i suoi avversari, vincono per 82-0. Dopo questo, i Devil Bats affrontano gli Yuuhi Guts, ma i membri effettivi di football della squadra Yuuhi vengono sostituiti da altri atleti della squadra sportiva perché l'amministrazione scolastica era insoddisfatta dei risultati dell'anno precedente. Tuttavia, quando i Devil Bats vincono per 42-0 i membri effettivi possono giocare. Sono in grado di segnare un touchdown, ma la partita finisce 56-6.Nelle prossime partite, i Seibu Wild Gunmen vincono i Kogaihama Cupids per 125–10, e il Kyoshin Poseidon torna da 14–0 vincendo contro gli Hashiratani Deers per 31–14. |                                         |                             |
| 13 | Chi è quello vero? 「本物は誰だ」 | 2 maggio 2005 ISBN 978-4-08-873805-5    | 16 luglio 2009              |
| 13 | Capitoli - 107. Chi è quello vero? (本物は誰だ?, Honmono wa dare da) - 108. Il vero body (本物のボディ?, Honmono no bodi) - 109. STING - 110. Regime della paura (恐怖政治?, Kyōfu seiji) - 111. Il mondo dei quarti di finale (8強の世界?, 8 kyō no sekai) - 112. L'american footballer fantasma (幻のアメリカンフットボーラー?, Maboroshi no amerikan futtobōrā) - 113. Pugno (鉄拳?, Tekken) - 114. La mossa-trincea di Komisubi (うっちゃれ小結関?, Ucchare Komusubi seki) - 115. Come un fuoco artificiale (ねずみ花火のように?, Nezumi hanabi no yō ni) |                                         |                             |
| 13 | Trama Shun Kakei di Kyoshin incontra Sena sotto il personaggio di Eyeshield 21, e dice che non è il vero Eyeshield, che Kakei ha incontrato negli Stati Uniti. Sena si sente a disagio con questo, ma durante un barbecue Shin lo incoraggia. Il giorno successivo i Devil Bats vincono la loro partita contro i Dokubari Scorpions per 42-0. Nell'ottavo di finale, gli Zokugaku Chameleons si arrendono nel bel mezzo della loro partita contro Kyoshin, e quindi Kyoshin è il prossimo avversario di Deimon. Dopo questo, Sena, Monta e Komusubi vanno alla scuola di Kyoshin, dove Kengo Mizumachi racconta a Sena dell'incontro di Kakei con Eyeshield. Dice che Eyeshield è scomparso dagli Stati Uniti e che Kakei è tornato a cercarlo in Giappone. Mizumachi dice anche che Komusubi non può competere con lui a causa della differenza di altezza, e questo fa scappare Komusubi di casa. Dopo che i pipistrelli del diavolo lo hanno trovato,Komusubi è convinto a tornare. Poi riacquista la sua fiducia quando sconfigge un avversario più alto ed è il vincitore di un torneo di sumo. |                                         |                             |
| 14 | Demoni vs dei del mare 「海の神VS悪魔」 | 4 luglio 2005 ISBN 978-4-08-873829-1    | 27 agosto 2009              |
| 14 | Capitoli - 116. Demoni vs dei del mare (海の神VS悪魔?, Umi no kami VS akuma) - 117. Genio dell'evoluzione (進化の天才?, Shinka no tensai) - 118. Orgoglioso alto sangue (誇り高き血を?, Hokori takaki chi o) - 119. Piccolo vs grande (チビVSデカ?, Chibi VS deka) - 120. HIGH WAVE - 121. L'uomo con l'asso dentro (裏エースの男?, Ura ēsu no otoko) - 122. Colui che tira giù la fine (終幕を下ろす者?, Shūmaku o orosu mono) - 123. Poi un anno dopo (そして一年後?, Soshite ichinen go) - 124. Il mio nome è Poseidon (我の名はポセイドン?, Ware no na wa Poseidon) |                                         |                             |
| 14 | Trama Quando inizia il match tra Deimon e Kyoshin, Komusubi batte Mizumachi, sorprendendolo con uno scatto d'inizio. Tuttavia, in tutti gli altri tentativi Mizumachi lo supera usando le sue braccia più lunghe. Quando i genitori di Komusubi arrivano, suo padre gli consiglia di usare la forza delle braccia e lo fa per battere Mizumachi. Tuttavia, Sena non può passare attraverso Kakei da solo e Kyoshin conduce per 7-0. Quindi usano la formazione a quadrilaterocon Hiruma, Monta, Ishimaru e Sena; i quattro corrono insieme e quando un difensore ne placca uno passano la palla ad un'altra persona. In questo modo, segnano un touchdown e il gioco è ora 7–6 alla fine del primo tempo. Nel ritorno, Kakei capisce come controllare la direzione della corsa di Deimon avendo un apparente buco nella difesa, e Kyoshin neutralizza gli attacchi di Deimon. Tuttavia, mentre si concentrano sulle corse di Deimon e pensano che Monta sia l'unico ricevitore, Hiruma vede uno spazio aperto per fare un passaggio lungo a Taki, che lo avvicina alla linea di touchdown. Nella partita successiva, Monta corre per tornare sul 12-10. Ma Kyoshin segna e quando mancano solo 18 secondi alla fine vince per 17-12.                                                                                              |                                         |                             |
| 15 | I più forti guerrieri di Tokyo 「東京最強の戦士たち」 | 2 settembre 2005 ISBN 978-4-08-873850-5 | 24 settembre 2009           |
| 15 | Capitoli - 125. Scontro finale (0コンマの決戦?, 0 konma no kessen) - 126. L'ultimo fuoco d'artificio (最後の花火?, Saigo no hanabi) - 127. Rookie Ace (ルーキーエース?, Rūkī Ēsu) - 128. MASTER OF QUICKNESS [Maestro della velocità] (MASTER OF QUICKNESS [素早さの師]?, MASTER OF QUICKNESS [Subaya sa no shi]) - 129. Scontro!! Il festival di atletica del Deimon! (決戦!!泥門体育祭!?, Kessen!! Deimon taīku sai!) - 130. Grande scontro!! Gara delle manette a cavallo! (大決戦!!手錠騎馬戦!?, Dai Kessen!! Tejō kiba sen!) - 131. I più forti guerrieri di Tokyo (東京最強の戦士たち?, Tōkyō saikyō no senshi tachi) - 132. Storia della creazione dei Devil Bats (デビルバッツ創世記?, Debirubattsu sōsei ki) - 133. Speranza in un miracolo (奇跡への希望?, Kiseki e no kibō) |                                         |                             |
| 15 | Trama I Devil Bats decidono di dare a Sena la loro ultima possibilità: Sena supera Kakei usando un taglio rotante, ma Mizumachi appare e ferma Sena quando si trova a 30 cm dalla linea di touchdown. Con due secondi rimanenti, decidono di utilizzare il Devil Bat Dive e quando Komusubi affronta Mizumachi a terra Sena è in grado di segnare un touchdown per garantire una vittoria 18-17. Nelle partite successive, sia Ojo che Seibu si qualificano alle semifinali; Ojo affronterà i Bando Spiders e Seibu prenderà Deimon. Più tardi, Sena scopre che la persona che gli ha insegnato a correre, Riku Kaitani, sta suonando per Seibu. Il giorno successivo Deimon ha una giornata campale e i Devil Bats allenano la tecnica del bump durante una battaglia di cavalleriagioco in cui i giocatori vengono ammanettati. Sapendo che Seibu ha una squadra più forte di loro, i Devil Bats si rendono conto di nuovo dell'importanza di un kicker. Monta sospetta che Musashi tornerà perché è ufficialmente elencato per giocare, ma Kurita rivela che lui e Hiruma lo hanno sempre elencato sperando che tornasse in qualsiasi momento. Di fronte, Musashi esprime il suo desiderio di tornare e rivela che suo padre è ricoverato in ospedale, il che ha portato Musashi a sostituirlo nella falegnameria di famiglia. |                                         |                             |
| 16 | L'alba del time out 「タイムアウトの夜明け」 | 4 novembre 2005 ISBN 978-4-08-873874-1  | 29 ottobre 2009             |
| 16 | Capitoli - 134. Jet Coaster Game (ジェットコースターゲーム?, Jetto Kōsutā Gēmu) - 135. Buona fortuna Gunman (神速のガンマン?, Shinsoku no Ganman) - 136. WESTERN IRON HORSE - 137. Il miglior piano di difesa è un super attacco (対抗策は超攻撃?, Taikō saku wa chō kōgeki) - 138. 3 scontri, 3 sconfitte (3決戦3タテ?, 3 kessen 3 tate) - 139. RAPID FIRE BRAIN (Il veloce fuoco del cervello) (RAPID FIRE BRAIN（頭脳の早撃ち）?, RAPID FIRE BRAIN (Zunō no haya uchi)) - 140. L'occhio che aspetta di scommettere in altro (待つことに賭けた眼を?, Matsu koto ni kake ta me o) - 141. L'alba del time out (タイムアウトの夜明け?, Taimu auto no yoake) - 142. I veri Deimon Devil Bats!! (真·泥門デビルバッツ!!?, Shin·Deimon Debiru Battsu!!) |                                         |                             |
| 17 | La sete di diventare il più forte 「最強への渇き」 | 5 gennaio 2006 ISBN 978-4-08-874006-5   | 26 novembre 2009            |
| 17 | Capitoli - 143. DEVIL LASER BULLET - 144. Il cannone dei Devil Bats (デビルバッツの大砲?, Debirubattsu no taihō) - 145. L'inseguitore, l'inseguito (追う者、追われる者?, Ō mono, ō reru mono) - 146. La sete di diventare il più forte (最強への渇き?, Saikyō e no kawaki) - 147. FINAL TRAP&FINAL HUNT (ultima trappola e ultima caccia) (FINAL TRAP&FINAL HUNT（最後の罠と最後の狩）?, FINAL TRAP & FINAL HUNT (Saigo no Wana to Saigo no Kari)) - 148. Crash alla velocità della luce (光速のクラッシュ?, Kōsoku no kurasshu) - 149. Battaglia primitiva (原始の戦い?, Genshi no tatakai) - 150. Down prematuro (早すぎたダウン?, Haya sugi ta daun) - 151. L'uomo mascherato (仮面の男?, Kamen no otoko) |                                         |                             |
| 18 | Sena Kobayakawa 「小早川瀬那」 | 3 marzo 2006 ISBN 978-4-08-874028-7     | 24 dicembre 2009            |
| 18 | Capitoli - 152. L'asso dall'occhio rosso (赤い瞳のエース?, Akai hitomi no Ēsu) - 153. Forza nuda (裸の実力?, Hadaka no jitsuryoku) - 154. Sena Kobayakawa (小早川瀬那?, Kobayakawa Sena) - 155. Gli American footballer (アメリカンフットボーラー達?, Amerikan Futtobōrā Tachi) - 156. Il kick team più forte (最強のキックチーム?, Saikyō no kikku chīmu) - 157. SPIDERS WEB - 158. L'assalto invincibile (無敵の突撃?, Muteki no Totsugeki) - 159. Hayato Akaba & Kōtarō Sasaki (赤羽隼人&佐々木コータロー?, Akaba Hayato & Sasaki Kōtarō) - 160. Sfida scritta al vero (本物への挑戦状?, Honmono e no chōsen jō) |                                         |                             |
| 19 | Il successore 「継ぐ者」 | 2 giugno 2006 ISBN 978-4-08-874107-9    | 28 gennaio 2010             |
| 19 | Capitoli - 161. Prima formazione lunga spada di vento (太刀風一陣?, Tachikaze ichi jin) - 162. Più veloce anche di quel vento (その風よりも疾く?, Sono kaze yori mo toku) - 163. "Eyeshield 21" (「アイシールド21」?, "Aishīrudo 21") - 164. Vs Top Player (VSトッププレイヤー?, VS Toppu Pureiyā) - 165. In direzione della scintillante luce (光の射す方へ?, Kō no sasu hō e) - 166. Il successore (継ぐ者?, Tsugu mono) - 167. Epilogue of Tokyo Stage [Epilogo del Tokyo Stage] (Epilogue of Tokyo Stage [東京最終話]?, Epilogue of Tokyo Stage [Tōkyō Saishū Banashi]) - 168. Fase nazionale start (全国編スタート?, Zenkoku hen sutāto) - 169. Abitare il corpo di dio (髪の棲む肉体?, Kami no sumu nikutai) |                                         |                             |
| 20 | DEVIL VS GOD 「DEVIL VS GOD」 | 4 agosto 2006 ISBN 978-4-08-874141-3    | 25 febbraio 2010            |
| 20 | Capitoli - 170. INTERVIEW 8 - 171. Pezzi di un sogno (夢のかけら?, Yume no kakera) - 172. The Lion and the Rabbit (獅子搏兎?, Jishi Toru Usagi) - 173. DEVIL VS GOD - 174. SKY DRAGON - 175. DARK DRAGON - 176. DRAGON FLY - 177. Buona fortuna Impulse (神速のインパルス?, Shinsoku no Inparusu) - 178. GAME OVER |                                         |                             |

## Volumi 21-30
| Nº | Titolo italiano Giapponese 「Kanji」 - Rōmaji | Data di prima pubblicazione             | Data di prima pubblicazione |
| Nº | Titolo italiano Giapponese 「Kanji」 - Rōmaji | Giapponese                              | Italiano                    |
| 21 | Siamo in 11!! 「11人居る!!」 | 4 ottobre 2006 ISBN 978-4-08-874264-9   | 25 marzo 2010               |
| 21 | Capitoli - 179. Colui che crede (信ずるもの?, Shinzuru mono) - 180. Athlete del dodicesimo uomo (12人目のアスリート?, 12 nin me no asurīto) - 181. La punta della mediocrità (凡才の刃?, Bonsai no ha) - 182. Hiruma vs i fratelli Kongo (ヒル魔VS金剛兄弟?, Hiruma VS Kongō kyōdai) - 183. Istinto (本能?, Honnō) - 184. Siamo in 11! (11人居る!!?, 11 nin iru!!) - 185. Agon e Unsui (阿含と雲水?, Agon to Unsui) - 186. Il punto vincente è il 21 (決勝点は21?, Kesshō Ten wa 21) - 187. Ave Maria (アヴェ·マリア?, Ave Maria) |                                         |                             |
| 22 | TIMEOUT 0 「TIMEOUT 0」 | 4 dicembre 2006 ISBN 978-4-08-874290-8  | 22 aprile 2010              |
| 22 | Capitoli - 188. Momentaneo scontro aereo (刹那空中決戦?, Setsuna Kūchū Kessen) - 189. Colui che piance il No. 1 (No.1を哮る者?, No. 1 o takeru mono) - 190. L'uomo di cui non si possono ignorare le qualità (無視できない男?, Mushi deki nai otoko) - 191. DESTROYER - 192. TIMEOUT 0 - 193. TIME CONTROL MAGICIAN - 194. Imboscata in motion (伏兵のインモーション?, Fukuhei no in mōshon) - 195. Dio della morte (死神?, Shinigami) - 196. Il miracolo è fra queste strade (奇跡はその手の中に?, Kiseki wa sono te no naka ni) |                                         |                             |
| 23 | E poi verso l'incontro decisivo 「そして決戦へ」 | 2 febbraio 2007 ISBN 978-4-08-874316-5  | 27 maggio 2010              |
| 23 | Capitoli - 197. 0.1 secondi (0.1秒?, 0.1 byō) - 198. Huddle senza risposta (答無きハドル?, Kotae naki hadoru) - 199. GAMBLER - 200. REAL MONSTER - 201. La civiltà antica vs le creature antiche (古代文明VS古代生物?, Kodai bunmei VS kodai seibutsu) - 202. TYRANNOSAURUS - 203. TRIDENT TACKLE - 204. E poi verso l'incontro decisivo (そして決戦へ?, Soshite kessen e) - 205. Il sabato del guerriero (戦士の安息日?, Senshi no ansokubi) |                                         |                             |
| 24 | La fortezza invincibile 「無敵城塞」 | 4 aprile 2007 ISBN 978-4-08-874340-0    | 24 giugno 2010              |
| 24 | Capitoli - 206. La nuova era del regno (王国の新世紀?, Ōkoku no shin seiki) - 207. Colui che ambisce al No. 1 (No.1を狙う者?, No. 1 o nerau mono) - 208. Tempesta (嵐?, Arashi) - 209. L'ultima ceremony (最期のセレモニー?, Saigo no seremonī) - 210. La fanfara dello scoppio della guerra (開戦のファンファーレ?, Kaisen no Fanfāre) - 211. Presentazione di rabbia (怒りのプリズンチェーン?, Ikari no Purizunchēn) - 212. RISK100％ - 213. La fortezza invincibile (無敵城塞?, Muteki Jōsai) - 214. Il mondo dei tre (3人の世界?, 3 nin no dekai) |                                         |                             |
| 25 | PERFECT PLAYER 「PERFECT PLAYER」 | 4 luglio 2007 ISBN 978-4-08-874383-7    | 5 agosto 2010               |
| 25 | Capitoli - 215. BALLISTA - 216. L'Everest più alto (最頂のエベレスト?, Sai itadaki no Eberesuto) - 217. PERFECT PLAYER - 218. Seijūrō Shin (進 清十郎?, Shin Seijūrō) - 219. Una carta di briscola (切り札1枚?, Kirifuda 1 mai) - 220. Terra da competizione ricoperta di fango (泥まみれの地上戦?, Doromamire no chijō sen) - 221. Vs i cavalieri senza pari (VS無双騎士団?, VS musō kishi dan) - 222. 20 MINUTES - 223. Pugno serrato (ガチ?, Gachi) |                                         |                             |
| 26 | Partita di baseball corpo a corpo 「格闘球技」 | 4 settembre 2007 ISBN 978-4-08-874412-4 | 2 settembre 2010            |
| 26 | Capitoli - 224. CRAZY CRUSHER - 225. Il terzo occhio (第三の目?, Dai san no me) - 226. FIRE STARTER - 227. Tag Match (タッグマッチ?, Taggu macchi) - 228. I due assi (二人のエース?, Ni nin no ēsu) - 229. Partita di baseball corpo a corpo (格闘球技?, Kakutō kyūgi) - 230. Ciò che afferra questa mano (その手に掴む者?, Sono te ni tsukamu mono) - 231. DEATH CARD - 232. DEATHGAME |                                         |                             |
| 27 | Seijuro Shin vs Sena Kobayakawa 「小早川瀬那 VS 進 清十郎」 | 2 novembre 2007 ISBN 978-4-08-874433-9  | 30 settembre 2010           |
| 27 | Capitoli - 233. LIMIT BREAK - 234. Gioco nella nebbia (勝負は霧の中に?, Shōbu wa kiri no naka ni) - 235. Le ali del diavolo (悪魔の両翼?, Akuma no ryōyoku) - 236. Primo in tenacia (執念一つ?, Shūnen hitotsu) - 237. Guerra santa (聖戦?, Seisen) - 238. Monologue istantaneo (刹那のモノローグ?, Setsuna no monorōgu) - 239. Seijuro Shin vs Sena Kobayakawa (進 清十郎 vs 小早川瀬那?, Shin Seijūrō vs Kobayakawa Sena) - 240. Giorno piovoso, giorno soleggiato (雨の日も晴の日も?, Uno himo hare no himo) - 241. Mazzi di fiori a tutti gli avversari (全ての敵に花束を?, Subete no teki ni hanataba o)                                               |                                         |                             |
| 28 | Tokyo Dome della partita decisiva 「決戦の東京ドーム」 | 4 febbraio 2008 ISBN 978-4-08-874474-2  | 28 ottobre 2010             |
| 28 | Capitoli - 242. La bestia che si ciba della vittoria (勝利を喰らう獣たち?, Shōri o kurau shishi tachi) - 243. Una bestia davvero bella (実に美しき野獣よ?, Jitsuni utsukushiki yajū yo) - 244. HUNGRY - 245. Petali di un sogno (夢ひろひら?, Yume hiro hira) - 246. Onorevole nome su una pietra tombale (墓標に誉れ高き名を?, Bohyō ni homare takaki na o) - 247. Tokyo Dome della partita decisiva (決戦の東京ドーム?, Kessen no tōkyōdōmu) - 248. Yoichi Hiruma (inizio) (蛭魔 妖一〔上〕?, Hiruma Yoichi (jō)) - 249. Hiruma Yoichi (metà) (蛭魔妖一〔中〕?, Hiruma Yoichi (chū)) - 250. Hiruma Yoichi (fine) (蛭魔妖一〔下〕?, Hiruma Yoichi (shita)) |                                         |                             |
| 29 | Il secondo quarterback 「二代目のクォーターバック」 | 4 aprile 2008 ISBN 978-4-08-874495-7    | 25 novembre 2010            |
| 29 | Capitoli - 251. Rule del campo di battaglia (戦場のルール?, Senjō no rūru) - 252. La finale (決勝?, Kesshō) - 253. Il guerriero solo verso il campo di battaglia (戦士は独り戦場へ?, Senshi wa hitori senjō e) - 254. Braccio destro & braccio sinistro (右腕&左腕?, Uwan & sawan) - 255. Il dinosauro alato, Pteranodon (翼竜プテラノドン?, Tsubasa ryū Puteranodon) - 256. L'Hunter astuto (狡猾なるハンター?, Kōkatsu naru hantā) - 257. Hiruma vs Marco (ヒル魔VSマルコ?, Hiruma VS Maruko) - 258. La luce di un sogno (夢の灯?, Yume no Akari) - 259. Il secondo quarterback (二代目のクォーターバック?, Ni daime no kuōtābakku)                       |                                         |                             |
| 30 | THIS IS AN AMERICAN FOOTBALL 「THIS IS AN AMERICAN FOOTBALL」 | 4 giugno 2008 ISBN 978-4-08-874523-7    | 23 dicembre 2010            |
| 30 | Capitoli - 260. Rookie (ルーキー?, Rūkī) - 261. Quelli con fede cieca (盲信者たち?, Mōshin sha tachi) - 262. THIS IS AN AMERICAN FOOTBALL - 263. UN-DEAD - 264. Morto (死者?, Shisha) - 265. La statua del diavolo (悪魔の石像?, Akuma no sekizō) - 266. Long pass di vita (命のロングパス?, Inochi no rongupasu) - 267. Martello (鉄槌?, Tettsui) - 268. Quest'uomo sta solo guardando la cima (その男はただ頂点だけを見て?, Sono otoko wa tada chōten dake o mite) |                                         |                             |

## Volumi 31-37
| Nº | Titolo italiano Giapponese 「Kanji」 - Rōmaji | Data di prima pubblicazione            | Data di prima pubblicazione |
| Nº | Titolo italiano Giapponese 「Kanji」 - Rōmaji | Giapponese                             | Italiano                    |
| 31 | AND THE WINNER IS… 「AND THE WINNER IS…」 | 4 agosto 2008 ISBN 978-4-08-874553-4   | 20 gennaio 2011             |
| 31 | Capitoli - 269. Il guardiano più forte (最強の守護獣?, Saikyō no shugo jū) - 270. DEVIL DRAGON - 271. RUNNER'S SOUL - 272. Vittoria. (勝て.?, Kate.) - 273. AND THE WINNER IS・・・ - 274. MVP - 275. Il Quarterback del più forte impero (最強帝国のクォーターバック?, Saikyō teikoku no kuōtābakku) - 276. Tour dell'accademia degli studi Teitoku (帝黒学園見学ツアー!?, Teikoku gakuen kengaku tsuā!) - 277. All Star (オールスター?, Ōru Sutā) |                                        |                             |
| 32 | Xmas BOWL 「Xmas BOWL」 | 4 novembre 2008 ISBN 978-4-08-874590-9 | 17 febbraio 2011            |
| 32 | Capitoli - 278. Il più forte coach personale (最高のマンツーマンコーチ?, Saikō no mantsūman kōchi) - 279. Il miglior glove al mondo (世界一のグローブ?, Sekaīchi no gurōbu) - 280. Genio naturale (天賦の才?, Tenpu no sai) - 281. CHRISTMAS BOWL - 282. ALLSTAR SPIRITS - 283. Previsione incondizionata (絶対予告?, Zettai yokoku) - 284. Linea di sangue dei cavalieri del cielo (天空人の血族?, Tenkū jin no ketsuzoku) - 285. Karin Koizumi (小泉香燐?, Koizumi Karin) - 286. RUN VS RUN |                                        |                             |
| 33 | L'errore del diavolo 「悪魔のミス」 | 5 gennaio 2009 ISBN 978-4-08-874616-6  | 17 marzo 2011               |
| 33 | Capitoli - 287. La charge dell'imperatore (帝王のチャージ?, Teiō no chāji) - 288. CHRIS CROSS - 289. Le battaglie aeree sono giochi che fissano (空中戦はにらめっこ?, Kūchū sen wa niramekko) - 290. La lettera di Darrell Royal (ダレル·ロイヤルの手紙?, Dareru Roiyaru no tegami) - 291. L'ultimo huddle (最後のハドル?, Saigo no hadoru) - 292. CARD NO.21 - 293. ×８ - 294. La Ball esiste ancora (ボールは生きている?, Bōru wa ikite iru) - 295. L'errore del diavolo (悪魔のミス?, Akuma no misu) |                                        |                             |
| 34 | THE LAST of DEMON DEVILBATS 「THE LAST of DEMON DEVILBATS」 | 4 marzo 2009 ISBN 978-4-08-874641-8    | 21 aprile 2011              |
| 34 | Capitoli - 296. Il percorso della nuova dimensione (新次元の道?, Shin jigen no michi) - 297. I diavoli della discordia (背中合わせの悪魔たち?, Senakāwase no akuma tachi) - 298. Cervelli in idioti (バカに頭脳?, Baka ni zunō) - 299. Il più debole teamate (最弱のチームメイト?, Sai jaku no chīmumeito) - 300. La parata imperiale del ritorno trionfale (帝国凱旋パレード?, Teikoku gaisen parēdo) - 301. Corri (Run) (走(ラン)?, Hashi (Ran)) - 302. Ascoltando il respiro della ball (ボールの吐息を聴け?, Bōru no toiki o kike) - 303. THE LAST of DEMON DEVIL BATS - 304. FINALE - 305. I AM AN AMERICAN FOOTBALLER |                                        |                             |
| 35 | THE WORLD IS MINE 「THE WORLD IS MINE」 | 1º maggio 2009 ISBN 978-4-08-874664-7  | 19 maggio 2011              |
| 35 | Capitoli - 306. WORLD CUP - 307. Grande raggruppamento!! (大集結せよ!!?, Dai shūketsu seyo!!) - 308. TEAM giapponeAN - 309. THE WORLD IS MINE - 310. giapponeAN VS RUSSIA - 311. Brucia, Rookie (燃えよルーキー?, Moeyo Rūkī) - 312. Verso una nuova generazione (新世代へ?, Shin sedai e) - 313. Ambizione (野心?, Yashin) - 314. I LOVE AMERICAN FOOTBALL - 315. Stella del pentagramma (五芒の星?, Gobō no hoshi) |                                        |                             |
| 36 | SENA VS PANTHER 「SENA VS PANTHER」 | 4 agosto 2009 ISBN 978-4-08-874713-2   | 23 giugno 2011              |
| 36 | Capitoli - 316. Conoscenza dell'imperatore (帝王学?, Teiō gaku) - 317. La card che fu data (配られたカードは?, Kubara reta kādo wa) - 318. COUNT DOWN 13 - 319. UNITED STATES OF AMERICA - 320. Il Paese del merito (実力の国?, Jitsuryoku no kuni) - 321. I am No.1 - 322. SENA VS PANTHER - 323. Double Ace Runners (Wエースランナー?, W Ēsu Rannā) - 324. Poema della resurrezione (復活の詩?, Fukkatsu no Shi) |                                        |                             |
| 37 | READY SET HUT 「READY SET HUT」 | 2 ottobre 2009 ISBN 978-4-08-874735-4  | 21 luglio 2011              |
| 37 | Capitoli - 325. Double Devil - 326. Lettura su come maneggiare card di Yoichi Hiruma e Clifford D. Lewis (ヒル魔妖一とクリフォード·D·ルイスのカード捌き講座?, Hiruma Yōichi to Kurifōdo D. Ruisu no kādo sabaki kōza) - 327. Finché c'è sentiero (途があるならば?, Toga aru naraba) - 328. TAG MATCH - 329. Una delle stelle schifose (屑星一つ?, Kuzu boshi hitotsu) - 330. Gli occhi di un maschio (雄の眼?, Yū no me) - 331. Il mio sogno (僕の夢は?, Boku no yume wa) - 332. Do you want to kiss your sister? - 333. touch down - READY SET HUT                                                                         |                                        |                             |